# Isabel González González
Isabel González González (1890-1968), conocida por el apodo Azucena Roja, fue una activista política, publicista y militante comunista canaria, considerada la primera concejala comunista del Estado Español.

## Biografía
Nació en 1890 en Santa Cruz de Tenerife, parte de su infancia transcurrió en Cuba. Costurera. Participó en la fundación de la Agrupación Socialista de Puerto de la Cruz (Canarias) en 1918, trabajando igualmente por la organización de las mujeres trabajadoras tinerfeñas.
Fue colaboradora de publicaciones periódicas como El Socialista, Espartaco u Obrero Rojo, además de fundadora de una Liga Femenina Socialista, que presidió. Afín al Partido Socialista Obrero Español hacia 1919, sin embargo en 1921 se habría convertido en una férrea defensora del ingreso de los socialistas de la isla en la Tercera Internacional. Ya durante la Segunda República volvería a cobrar importancia en la política canaria, figurando en una candidatura a Cortes del PCE para las elecciones de 1933 —sin embargo su nombre no aparecería en la lista definitiva— y siendo una de los líderes de la formación en Tenerife. Feminista, fue nombrada concejala del Ayuntamiento de Santa Cruz de Tenerife en 1936,siendo la primera concejala comunista del Estado Español. Tras el golpe de Estado de julio y el consiguiente estallido de la guerra civil, tendría que vivir nueve años ocultándose, a raíz de su militancia comunista. Falleció el 1 de agosto de 1968.

## Reconocimientos
En la actualidad lleva su nombre el Ateneo Popular "Azucena Roja", propiedad de la Fundación Obrera de Investigación y Cultura (FOIC), vinculada al Partido Comunista del Pueblo Canario.